# ۳ روز تا کشتن
۳ روز تا کشتن (به انگلیسی: 3 Days to Kill) فیلمی مهیج و اکشن محصول سال ۲۰۱۴ و به کارگردانی جوزف مک‌گینتی نیکول (ام‌سی‌جی) است. در این فیلم بازیگرانی همچون کوین کاستنر، امبر هرد، هیلی استاینفلد، کانی نیلسن، ریچارد زامل، اریک ابوآنی، توماس لیمارکیوس و ریموند جی. بری ایفای نقش کرده‌اند. این فیلم با عنوان «آخرین مهلت» توسط شبکه چهار در بهمن ۱۴۰۰ پخش شد.

## خلاصه داستان
ایتن رینر یک مأمور سازمان سیا است او حالت مریضی دارد و احساس می‌کند سرما خورده‌است پس از یک تعقیب و گریز با یکی از سوژه‌ها دچار حمله می‌شود و بیهوش می‌شود. پس از هوشیاری در بیمارستان پزشکان به او اعلام می‌کنند که سرطان پیشرفته‌ای دارد که از مغز به ریه‌های او سرایت کرده و چند ماه بیشتر زنده نخواهد ماند، همچنین سازمان او را بازنشسته می‌کند.
ایتن تصمیم می‌گیرد تا به پاریس برود و آخرین روزهای زندگی خود را با دختر و همسرسابق خود بگذراند. در پاریس زنی به نام ویوی به دیدن او می‌آید و خود را یک مأمور عالی‌رتبه سیا معرفی می‌کند و به ایتن می‌گوید آمپولی دارد که با تزریق آن می‌تواند حال او را بهبود دهد و شرط زنده ماندن او شرکت در عملیاتی است که ویوی از او می‌خواهد او در این عملیات باید مردی آلمانی به نام ولف را بکشد، ایتن هم این مأموریت را قبول می‌کند.
ایتن در کنار دخترش زندگی خوبی تجربه می‌کند و افسوس گذشته را می‌خورد که در کنار خانواده اش نبوده در پایان او مأموریت خود را به خوبی انجام می‌دهد و موفق می‌شود ولف را به دام بیندازد اما در آخرین لحظه او را نمی‌کشد و به ویوی می‌گوید به خاطر خانواده اش تصمیم گرفته کار نکند و کارش را انجام داده‌است او از ویوی می‌خواهد خودش ولف رابکشد.
ایتن در پایان در کنار خانواده خود به زندگی ادامه می‌دهد و تزریق آمپول‌ها به ادامه زندگی او کمک کرده‌است ویوی هم برای قدردانی از کارهای ایتن یک آمپول برای روز کریسمس به او هدیه می‌دهد.

## بازیگران
- کوین کاستنر در نقش ایتن رینر
- امبر هرد در نقش ویوی دیلی
- هیلی استاینفلد در نقش زویی رنر، دختر ایتن
- کانی نیلسن در نقش کریستینه رنر، همسرسابق ایتن
- ریچارد زامل در نقش ولف
- اریک ابوآنی در نقش جولز
- توماس لیمارکیوس در نقش آلبینو
- ریموند جی. بری در نقش رئیس سیا